# Tokaido (Spiel)
Tokaido ist ein Brettspiel aus dem Jahr 2012 für 2 bis 5 Spieler. Autor ist Antoine Bauza, die Gestaltung stammt von Xavier Gueniffey Durin. In Deutschland erschien es bei Funforge.